# Crescent (GACKTのアルバム)
『Crescent』（クレセント）は、2003年12月3日に発表されたGacktの4枚目のフルアルバム。

## 概要
前作『MOON』から続く「MOON Project」の続編として発表されたアルバム。
13thシングル「君が追いかけた夢」から、16thシングル「Last Song」の6曲(それぞれのシングルのカップリング曲含む)と、他6曲を収録。ただし、15thシングル「Lu:na/OASIS」は収録されていない。また、17thシングル「12月のLove song / 十二月的情歌」と同時発売された。
このアルバムに収録された多くの曲は、2005年9月21日に発売された6thアルバム『DIABOLOS』をひっさげて行われたアルバムツアー『Gackt Live Tour 2005 DIABOLOS 〜哀婉の詩〜』にて上演された。

## 楽曲解説
Dybbuk
アウトロが次曲につながる構成となっている。後に、25thシングル「Love Letter」にて、リミックスバージョンが、コンピレーション・アルバム『0079-0088』と、『ARE YOU "FRIED CHICKENz"??』の2作には、それぞれミックスが異なるバージョンで収録された。
mind forest
タイトーのゲームソフト「武刃街」のCMソング。
後に、ベストアルバム『THE SEVENTH NIGHT 〜UNPLUGGED〜』にてアコースティックバージョンで収録された。また、YELLOW FRIED CHICKENzの1stシングル「THE END OF THE DAY」には、全英語詩によるカバーバージョンがカップリング曲として収録された。
CDTVスペシャル! 超豪華年越しプレミアライブ 2003→2004に出演した際に、「君が追いかけた夢」とのメドレー形式で、テレビで初めて演奏された。
月の詩
14thシングルの表題曲。
君が待っているから
アルバムツアー『Gackt Live Tour 2002 下弦の月』、及び『Gackt Live Tour 2003 上弦の月』では、本アルバムの発売に先駆けて、演奏されていた曲である。後に、パチンコの景品として流通したサウンドトラック『「SLO-PACHINKO GLADIATOR EVOLUTION」 Original Soundtrack』では、再録バージョンで収録された。
Solitary
16thシングルのカップリング。ここからは、シングル曲が2曲並ぶ。
星の砂
14thシングルのカップリング。
君が追いかけた夢
13thシングルの表題曲。本作に収録されているシングル曲の中で最も古い楽曲。ここからは、シングル曲が3曲並ぶ。
Last Song
16thシングルの表題曲。
Birdcage
13thシングルのカップリング。
オレンジの太陽
映画『MOON CHILD』劇中にてGackt演じるショウとHYDE演じるケイとが歌っていた曲であり、「MOON Project」の音楽世界での最後を飾っている。演奏時間は9分10秒と、Gacktのアルバムの中では、一番演奏時間が長い。

## 収録内容
| 全作詞・作曲: Gackt.C（特記以外）。 |                                                                |                      |                      |                     |      |
| #                                   | タイトル                                                       | 作詞                 | 作曲・編曲           | 編曲                | 時間 |
| 1.                                  | 「Dybbuk」                                                     | Gackt.C （特記以外） | Gackt.C （特記以外） | Gackt.C、Chachamaru | 3:28 |
| 2.                                  | 「mind forest」                                                | Gackt.C （特記以外） | Gackt.C （特記以外） | Gackt.C、Chachamaru | 4:25 |
| 3.                                  | 「月の詩」                                                     | Gackt.C （特記以外） | Gackt.C （特記以外） | Chachamaru          | 4:47 |
| 4.                                  | 「君が待っているから」                                         | Gackt.C （特記以外） | Gackt.C （特記以外） | Gackt.C、Chachamaru | 4:16 |
| 5.                                  | 「Solitary」                                                   | Gackt.C （特記以外） | Gackt.C （特記以外） | Gackt.C、Chachamaru | 3:22 |
| 6.                                  | 「星の砂」                                                     | Gackt.C （特記以外） | Gackt.C （特記以外） | Gackt.C、Chachamaru | 4:23 |
| 7.                                  | 「Lust for blood」                                             | Gackt.C （特記以外） | Gackt.C （特記以外） | Gackt.C、Chachamaru | 5:11 |
| 8.                                  | 「white eyes」                                                 | Gackt.C （特記以外） | Gackt.C （特記以外） | Gackt.C、Chachamaru | 3:45 |
| 9.                                  | 「君が追いかけた夢」                                           | Gackt.C （特記以外） | Gackt.C （特記以外） | Gackt.C、Chachamaru | 4:21 |
| 10.                                 | 「Last Song」                                                  | Gackt.C （特記以外） | Gackt.C （特記以外） | Gackt.C、Chachamaru | 5:19 |
| 11.                                 | 「birdcage」                                                   | Gackt.C （特記以外） | Gackt.C （特記以外） | Gackt.C、Chachamaru | 5:16 |
| 12.                                 | 「オレンジの太陽」(作詞: Gackt.C & HYDE、作曲: Gackt.C & HYDE) | Gackt.C （特記以外） | Gackt.C （特記以外） | Gackt.C             | 9:10 |
| 合計時間:                           | 合計時間:                                                      | 合計時間:            | 57:43                |                     |      |

## 参加ミュージシャン
- Gackt's family
- hyde - ゲストヴォイス
- 永井敏己 - ベース
- 寺沢功一 - ベース
- 弦一徹 - ヴァイオリン、ヴィオラ
- 堀沢真己 - チェロ
- 斉藤順 - コントラバス
- 塚本周成 - キーボード